# Platycheirus mongolicus
Platycheirus mongolicus är en tvåvingeart som först beskrevs av Stackelberg 1974.  Platycheirus mongolicus ingår i släktet fotblomflugor, och familjen blomflugor.
Artens utbredningsområde är Mongoliet. Inga underarter finns listade i Catalogue of Life.